# Myzomela
Myzomela és un gènere d'ocells de la família dels melifàgids (Meliphagidae). És el gènere més important de la família per nombre d'espècies i el més estès geogràficament, ja que habita des d'Indonèsia fins a Austràlia i les Illes del Pacífic fins a Micronèsia i Samoa.
El gènere va ser introduït pels naturalistes Nicholas Vigors i Thomas Horsfield el 1827 amb el Mel·lífer escarlata com a espècie tipus.

## Taxonomia
Segons la classificació del IOC (versió 10.2, 2020) aquest gènere està format per 34 espècies:
- Myzomela blasii - mel·lífer sobri.
- Myzomela albigula - mel·lífer gorjablanc.
- Myzomela cineracea - mel·lífer cendrós.
- Myzomela eques - mel·lífer gorja-roig.
- Myzomela obscura - mel·lífer fosc.
- Myzomela cruentata - mel·lífer vermell.
- Myzomela nigrita - mel·lífer negre.
- Myzomela pulchella - mel·lífer de Nova Irlanda.
- Myzomela kuehni - mel·lífer de Wetar.
- Myzomela erythrocephala - mel·lífer cap-roig.
- Myzomela dammermani - mel·lífer de Sumba.
- Myzomela irianawidodoae - mel·lífer de Roti.
- Myzomela adolphinae - mel·lífer d'Adolfina.
- Myzomela chermesina - mel·lífer de Rotuma.
- Myzomela chloroptera - mel·lífer de Sulawesi.
- Myzomela wakoloensis - mel·lífer del Wakolo.
- Myzomela boiei - mel·lífer de les Banda.
- Myzomela sanguinolenta - mel·lífer escarlata.
- Myzomela caledonica - mel·lífer de Nova Caledònia.
- Myzomela cardinalis - mel·lífer cardenal.
- Myzomela rubratra - mel·lífer de la Micronèsia.
- Myzomela sclateri - mel·lífer de Sclater.
- Myzomela pammelaena - mel·lífer banús.
- Myzomela lafargei - mel·lífer de clatell vermell.
- Myzomela eichhorni - mel·lífer d'Eichhorn.
- Myzomela malaitae - mel·lífer de Malaita.
- Myzomela melanocephala - mel·lífer capnegre.
- Myzomela prawiradilagae - mel·lífer d'Alor.
- Myzomela wahe - mel·lífer de Taliabu.
- Myzomela tristrami - mel·lífer de Tristram.
- Myzomela jugularis - mel·lífer de les Fiji.
- Myzomela erythromelas - mel·lífer ventrenegre.
- Myzomela vulnerata - mel·lífer pitnegre.
- Myzomela rosenbergii - mel·lífer de Rosenberg.